# Jan Victors

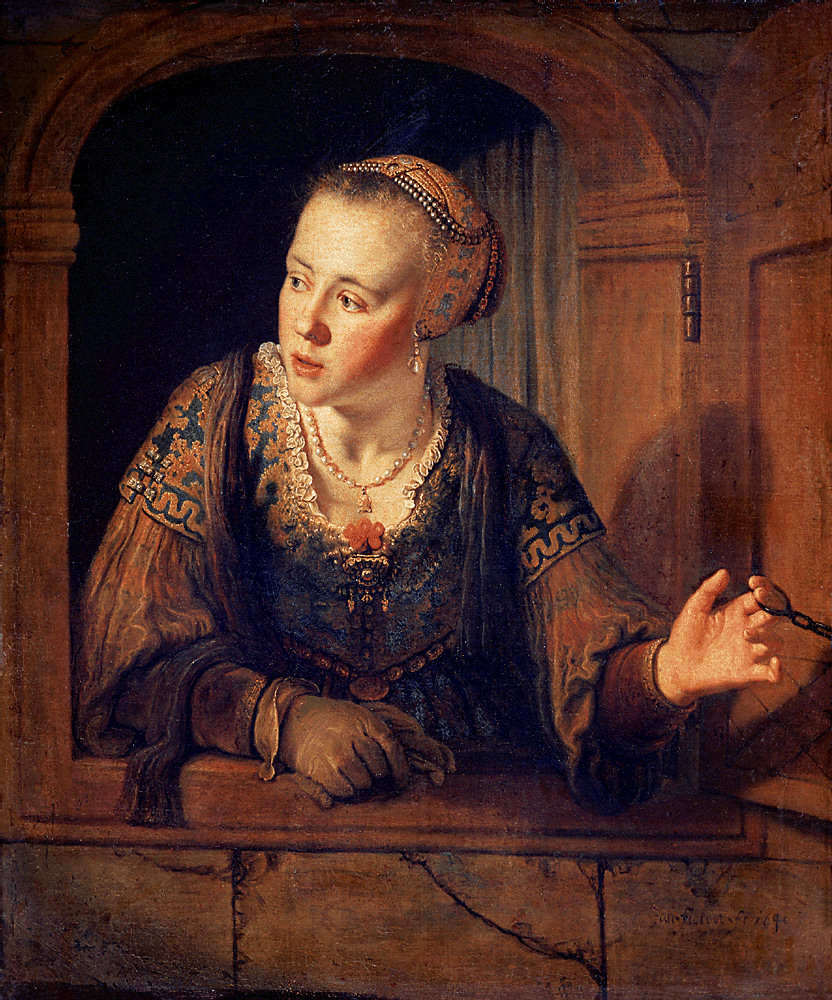
Jong meisje aan het venster. 1640. Parijs, Louvre.

Jan Victors (gedoopt Amsterdam, 13 juni 1619 – Nederlands-Indië, tussen 1677 en 1683) met de naamsvarianten Victoor, Jan; Victoors, Jan; Victor, Jan; Victors, Johan; Victors, Johannes; Victers, Joannes; Fictor, Johannes en Victors, Jan Louisz was een Nederlands schilder en tekenaar, behorend tot de Hollandse School. Als sterfjaar wordt ook 1677 genoemd.
Victors was een leerling van Rembrandt. In een Haarlemse inventaris uit 1722 staat vermeld: 'Een mans portrait door Bol of Fictor, de beste discipelen van Rembrandt'. Wanneer precies hij in Rembrandts atelier werkzaam was is niet bekend, er zijn geen originele documenten zoals kwitanties bewaard gebleven, maar algemeen wordt aangenomen dat dit ergens in de tweede helft van de jaren 1630 geweest moet zijn. De invloed van Rembrandt is duidelijk merkbaar in zijn werk, zowel in stijl als in onderwerpkeuze. Zijn vroegst bekende werk dateert van 1640. Van Victors zijn onder meer genrestukken, portretten en historiestukken bekend. 
In 1652 schilderde hij een portret van Cornelis de Graeff en zijn vrouw Catharina Hooft en hun kinderen Pieter en Jacob de Graeff, uitgebeeld als de aartsvader Isaak en Rebekka en hun zonen Esau en Jakob. Dit werk bevindt zich in een privécollectie. 
Na het rampjaar 1672 braken er moeilijke tijden voor Nederlandse kunstenaars aan. In 1676 reisde Victors als 'ziekentrooster' in dienst van de VOC naar Nederlands-Indië.
Een verwarde student kunstgeschiedenis heeft in oktober 2010 in het Guggenheim in het Spaanse Bilbao Victors' schilderij 'Boaz ontvangt de erfenis van Elimelek' beschadigd. Het werk, eigendom van het Städel Museum in Frankfurt am Main, maakte deel uit van een collectie van 130 werken van Nederlandse en Vlaamse kunstenaars die aan het Guggenheim Museum in bruikleen was gegeven.
- Biblioteca Nacional de España: XX1627691
- Biografisch Portaal: 06122878
- Gemeinsame Normdatei: 135892295
- International Standard Name Identifier: 0000 0001 1631 0669
- Library of Congress Control Number: nr93051176
- Nationale Bibliotheek van Israël: 987007513293405171
- RKD-Nederlands Instituut voor Kunstgeschiedenis: 80890
- SNAC: w68m9gwc
- Union List of Artist Names: 500007951
- Virtual International Authority File: 44176730
- WorldCat: E39PBJwX7WyRdvjKdwd4JfbPQq